# Uhy

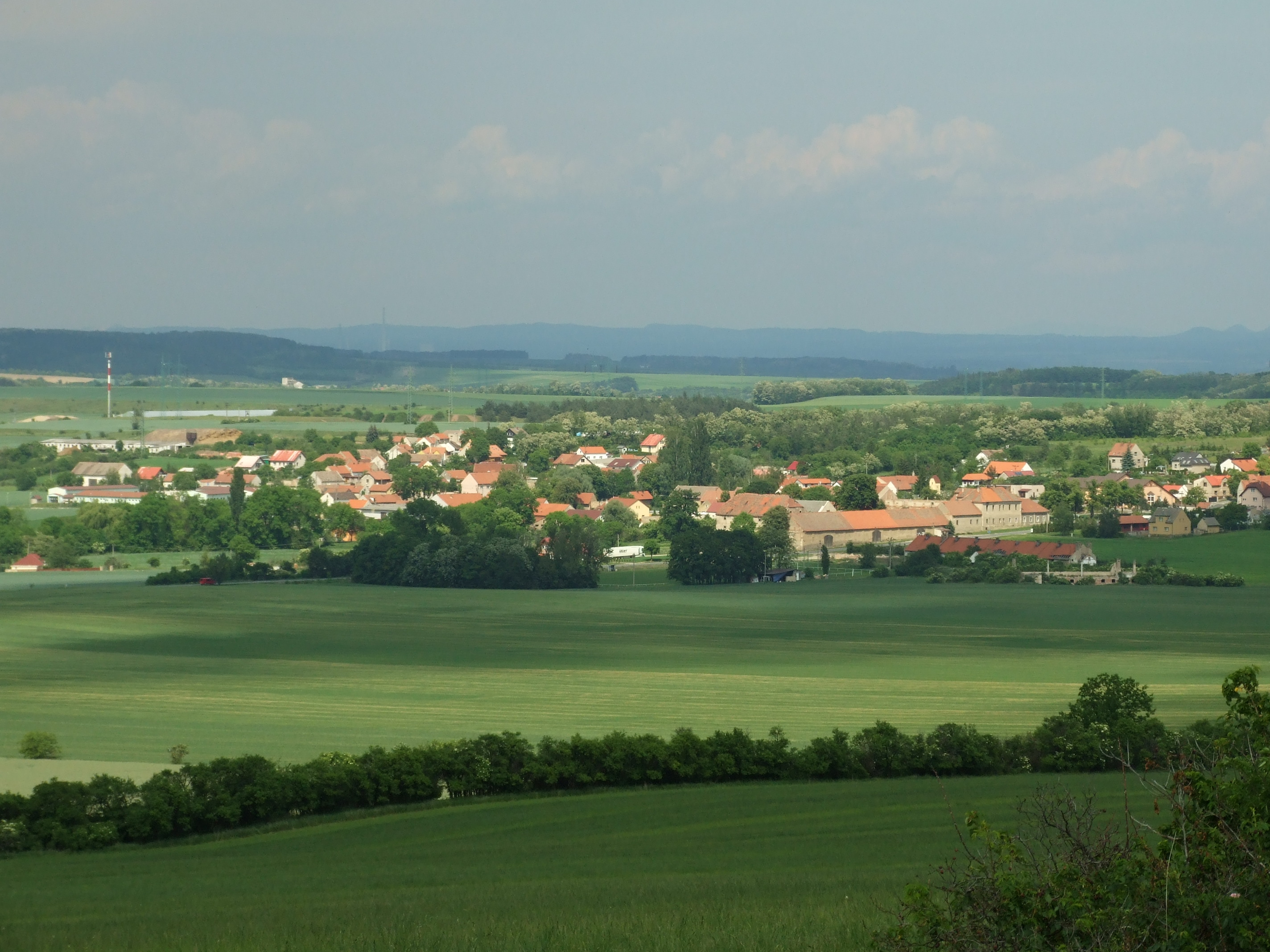
Blick von Velká Bučina auf Uhy

Uhy (deutsch Uha) ist eine Gemeinde in Tschechien. Sie liegt sechs Kilometer nordwestlich von Kralupy nad Vltavou und gehört zum Okres Kladno.

## Geographie
Der Ort befindet sich in 199 m ü. M. im Nordböhmischen Tafelland linksseitig des Moldautals zwischen der Moldau und dem Bakovský potok. Östlich der Gemeinde liegt das Zentrale Erdöllager Tschechiens bei Nelahozeves. Durch Uhy führt die Staatsstraße 616 zwischen Nelahozeves und Velvary. Nordwestlich verläuft die Staatsstraße 16 zwischen der Autobahn D 8 bei Nová Ves und Velvary.
Nachbarorte sind Chržín und Sazená im Norden, Nové Ouholice im Nordosten, Podhořany und Hleďsebe im Osten, Nelahozeves im Südosten, Lešany im Süden, Velká Bučina und Radovič im Südwesten, Nové Uhy und Velvary im Westen sowie Dolní Kamenice und Budihostice im Nordwesten.

## Geschichte
Die erste urkundliche Erwähnung von Uhy erfolgte im Jahre 1318. Besitzer eines Teiles des Dorfes war im 14. Jahrhundert der Orden der Kreuzherren der hl. Maria. 1436 erwarb Václav Baštský die Güter und 1495 gehörte das Dorf den Herren von Schellenberg. Ihren folgten ab 1528 die Sezema von Ústí, ab 1536 Sigismund Slezský von Chlum und im 17. Jahrhundert Bohuchval Valkoun von Adlar. 1736 ließ Graf Philipp Kinský ein barockes Schlösschen errichten, das der Herrschaft dann vor allem als Sitz der Gutsverwaltung für das Vorwerk diente und zu diesem Zwecke im 19. Jahrhundert zum Gutshof umgestaltet wurde. Bis zur Mitte des 19. Jahrhunderts war schließlich die Kirche in Zlonice Besitzer der Güter.
Nach der Aufhebung der Patrimonialherrschaften bildete Uhy / Uha eine politische Gemeinde im Bezirk Slaný. Seit den 1870er Jahren war Uhy an Chržín angeschlossen und wurde 1907 wieder eigenständig. 1921 kam die Gemeinde zum Okres Kralupy nad Vltavou und seit 1960 gehört sie zum Okres Kladno.

## Ortsgliederung
Für die Gemeinde Uhy sind keine Ortsteile ausgewiesen. Der frühere Ortsteil Nové Uhy ist heute Teil der Stadt Velvary.

## Sehenswürdigkeiten
- Schlösschen Uhy, vom einstigen Schlossbau ist nach dem Umbau zum Gutshof nur das Mansarddach erhalten. Die Anlage befindet sich im völligen Verfall und da sie nicht als Kulturdenkmals eingestuft wurde, ist ein künftiger Erhalt sehr fraglich.
- Gedenkstein für die Opfer des Zweiten Weltkrieges